# Bernardino Realino
San Bernardino Realino S.I. (Carpi, Módena, 1 de diciembre de 1530; Lecce, 2 de julio de 1616). Santo jesuita.
Hijo de Francisco Realino, caballerizo mayor de varias cortes italianas y de Isabel Bellatini.
Hizo estudios de medicina y derecho, graduándose en 1546 en Derecho Canónico y Civil. Ingresó como novicio a la Compañía de Jesús en 1565, cuando tenía 35 años. Fue asignado a Nápoles y de allí pasó a Lecce, de donde no pudo moverse porque la ciudad se opuso en varias ocasiones. Siguió el método de predicación que Pietro Gravita usaba en Roma. Confesó a toda la ciudad y fue nombrado su patrón cuando agonizaba.
Fue beatificado por León XIII el 12 de enero de 1896. Fue canonizado por Pío XII el 22 de junio de 1947.
Su fiesta se celebra el 2 de julio.